# Stórá (Kelet-Streymoy)
A Stórá patak Feröer Eysturoy nevű szigetén. A sziget keleti részén található; Streymnes és Hvalvík között torkollik a Sundinibe.
A patak folyása jelöli ki a határt Streymnes és Hvalvík között. Alsó szakaszán, az utolsó előtti híd és a tenger közötti részen egy kis, sós víz által is befolyásolt öböl található, ami kiváló lehetőségeket nyújt a horgászatra.